# 本町 (臺南市)
本町為台灣日治時期臺南市之行政區，位於現中西區境內。範圍包括清代舊街名枋橋頭前、枋橋頭後、鞋、草花、天公埕、竹仔、下大埕、帽仔、武館、統領巷、大井頭、內宮後、內南町。為清代臺南城最繁華的區域。

## 名稱
1916年（大正五年）規劃町名改正時，原擬名「竹仔町」，取自竹仔街。臺南廳審查後，改稱「本町」並呈報總督府，同年11月3日公告。1919年（大正八年）4月1日正式實施。

## 町內設施
- 台南公會堂
- 北極殿
- 開基武廟
- 共和醫院
- 韓內科醫院(四丁目)
- 日吉屋吳服店(四丁目)